# Apelogies
Albums de Shaka Ponk
The Evol'
(2017)
Singles
1. Funky Junky Monkey
Sortie : 22 juin 2020

Apelogies est une compilation du groupe de rock électronique Shaka Ponk, sorti en 2020 pour les 15 ans d'existence du groupe.
Cette compilation est divisée en 3 disques, :
- un best of de leur meilleurs titres ré-engistrés pour l'occasion entre mai 2018 et février 2020 à La Factory[4],
- un disque de titres inédits et de raretés,
- le concert enregistré pour l'émission Alcaline au Trianon en 2018 (accompagné de la chorale Sankofa Unit)[5].

## Titre de l'album
Le titre de l'album est un jeu de mots entre « Ape » (« Singe » en Anglais) et « Apologies » (« Excuses » en Anglais). En juin 2020, à l'annonce de cette compilation, le groupe publie sur les réseaux sociaux une série d'excuses :
- Twitter[6]

Excusez-nous d'avoir fait un clip qui passera pas à la TV

Excusez-nous de préférer les primates aux humains

Mais au fond vous savez les singes sont des gens biens..

- Facebook[7]

Excusez-nous pour les multiples blessures en concert.

Excusez-nous pour les oreilles qui siffleront à vie.

Excusez-nous d'avoir joué du rock à la TV française.

Excusez-nous d'avoir fait un clip pornographique.

Excusez-nous de préférer les singes aux gens.

Excusez-nous d'avoir refusé Fort Boyard.

Excusez-nous de ne jamais vous laisser de répit.

Excusez-nous d'avoir re-enregistré 20 titres qui existaient déjà.

Excusez-nous de ne pas aimer les plateaux TV.

Excusez-nous de préférer Cypress Hill à la pop urbaine.

Excusez-nous d'être normalitophobes.

Excusez nous d'être noir et blanc.

Excusez nous d'avoir cru que RS voulait dire Reste Seul.

Excusez-nous de penser que les plateformes sont des formes plates.

Excusez-nous d'avoir piraté les Victoires de la Musique.

Excusez-nous d'avoir fait tomber Nagui sur Taratata.

Excusez-nous de n'avoir que 15 ans.

Excusez-nous pour cet Apelogies.

## Liste des titres
| 1.  | ———————— THE GREATEST TITS (Intro)            | 0:21 |
| 2.  | Hombre Que Soy (2020)                         | 3:30 |
| 3.  | I'm Picky (2020)                              | 3:55 |
| 4.  | Sex Ball (2020)                               | 4:12 |
| 5.  | Smells Like Teen Spirit                       | 5:34 |
| 6.  | Hell'o (2020)                                 | 2:51 |
| 7.  | French Touch Puta Madre (2020)                | 4:21 |
| 8.  | My Name Is Stain                              | 3:32 |
| 9.  | Wanna Get Free (2020)                         | 3:04 |
| 10. | Story o' My Lf (avec Beat Assailant - 2020)   | 4:55 |
| 11. | Let's Bang (2020)                             | 4:02 |
| 12. | Fonk Me (2020)                                | 3:06 |
| 13. | Mysterious Ways                               | 4:37 |
| 14. | How We Kill Stars (2020)                      | 4:12 |
| 15. | Do (Unplugged)                                | 3:13 |
| 16. | Body Cult (2020)                              | 4:00 |
| 17. | Palabra Mi Amor (avec Bertrand Cantat - 2020) | 6:15 |

| 1.  | ———————— THE DIRTY BITS (Intro)           | 0:21 |
| 2.  | Pure 90' (avec Cypress Hill)              | 4:36 |
| 3.  | Funky Junky Monkey                        | 4:09 |
| 4.  | Rocksta (avec De Staat, KillASon, Skin)   | 4:31 |
| 5.  | Kids In America (reprise de Kim Wilde)    | 3:21 |
| 6.  | Ring Ring Ring (reprise de De La Soul)    | 3:20 |
| 7.  | Singa Popular                             | 2:44 |
| 8.  | Morir Cantando (reprise de Dalida - 2020) | 5:58 |
| 9.  | Twisted Mind (2020)                       | 3:08 |
| 10. | Black Listed (2020)                       | 6:03 |
| 11. | Gung Ho                                   | 5:07 |
| 12. | On The Ro' (2020)                         | 2:56 |
| 13. | Shiza Radio (2020)                        | 4:57 |
| 14. | Faking Love                               | 3:55 |
| 15. | Killing Hallelujah                        | 6:00 |

| 1.  | ———————— LIVE GOSPEL WTF (Intro Gospel) | 0:08  |
| 2.  | Killing Hallelujah (Gospel Live)        | 6:28  |
| 3.  | I'm On Fire (Gospel Live)               | 5:45  |
| 4.  | Wanna Get Free (Gospel Live)            | 6:13  |
| 5.  | Twisted Mind (Gospel Live)              | 4:17  |
| 6.  | Party (Gospel Live)                     | 6:00  |
| 7.  | (Circle Pit) (Gospel Live)              | 3:00  |
| 8.  | Smells Like Teen Spirit (Gospel Live)   | 5:50  |
| 9.  | Gung Ho (Gospel Live)                   | 6:50  |
| 10. | I'm Picky (Gospel Live)                 | 3:57  |
| 11. | Palabra Mi Amor (Gospel Live)           | 5:03  |
| 12. | Wataman (Gospel Live)                   | 4:34  |
| 13. | Mysterious Ways (Gospel Live)           | 4:25  |
| 14. | Rusty Fonky (Gospel Live)               | 12:19 |

## Interprètes
- Frah : chant
- Samaha : chant
- CC : guitare
- Ion : batterie
- Mandris : basse
- Steve : clavier et samples